# Numération mésopotamienne

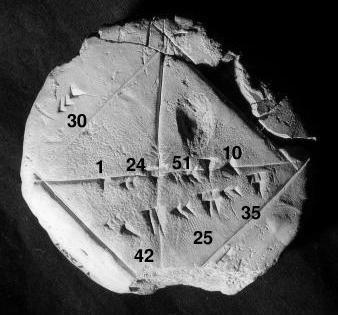
Tablette paléo-babylonienne YBC 7289 avec l'écriture en numération sexagésimale de ½ et des valeurs approchées de et /2, précises jusqu'à la 6e décimale :
• ≈1,414 213 56...
• 1+24/60+51/60+10/60=1,414 21
• /2 ≈ 42/60 + 25/60 + 35/60

La numération mésopotamienne est un système de numération en base soixante utilisé en Mésopotamie dès le IIIe millénaire av. J.-C.. Ce système y perdure en se perfectionnant, au moins jusqu'au IIIe siècle av. J.-C., durant l'époque séleucide. Il est repris par les civilisations grecques et arabes pour l'écriture des nombres en astronomie.
Ce système repose sur un compromis entre la base 60 et la base 10. Au cours de ces 3000 ans, plusieurs systèmes d'écriture ont cohabité, dont un système de numération positionnelle savant de base 60 utilisant une notation à base de clous et chevrons, et d'autres de principe additionnel affectant des symboles particuliers aux nombres 1, 10, 60, 600, 3 600, 36 000, 216 000.
Cette numération provient de celle utilisée par les Sumériens (environ −3400 à −2000) et est partagée ensuite par les Akkadiens (environ −2300 à −2100) et les Babyloniens (environ −2000 à −500). Il en reste quelques vestiges dans notre système horaire ou dans la mesure des angles en degrés, minutes, et secondes, où figurent 60, 360, et 3600.

## Historique
Les textes mésopotamiens dans lesquels on trouve trace de nombres s'étalent sur plus de 3000 ans. La Mésopotamie a connu durant cette période de nombreux systèmes de numération qui ont souvent cohabité. On peut y distinguer des systèmes de numération servant pour les calculs, généralement de type positionnel sexagésimal, et des systèmes métrologiques aux bases variées.
Le développement des systèmes de numération mésopotamiens a lieu avant tout dans sa partie Sud, le pays de Sumer, durant la seconde moitié du IVe millénaire av. J.-C. (qui correspond à la période d'Uruk récent). Il est lié à l'apparition d'une société étatique, urbaine, dont la base économique est l'agriculture irriguée encadrée par des institutions (palais, temples) et des domaines sans doute privés développant des instruments de gestion de plus en plus élaborés. On reconnaît généralement dans les bulles d'argile apparues avant l'apparition de l'écriture des instruments de comptabilité. Elles ont évolué en tablettes comptables, les calculi et le marquage était redondant. Durant les deux-trois derniers siècles du IVe millénaire av. J.-C., l'écriture fait son apparition. Elle prend la forme de signes formés par des lignes incisées dans des tablettes d'argile, que Robert Englund a proposé de qualifier de « proto-cunéiformes », car ils posent les bases du système cunéiforme ultérieur mais n'en ont pas encore l'aspect en raison de l'absence de signes en forme de « clous ». Les nécessités comptables et gestionnaires des institutions de cette période sont sans doute à l'origine même du développement de cette écriture. Celle-ci comprend dès cette période plusieurs systèmes numériques et métrologiques permettant de répondre aux besoins des institutions : enregistrement et estimation des quantités de grains récoltées et prévision des besoins d'ensemencement pour l'avenir, calcul des quantités de grains nécessaires pour faire du pain et de la bière, etc.
Le IIIe millénaire av. J.-C. voit se mettre en place la graphie cunéiforme. Dans les textes sumériens de Shuruppak (v. 2500) apparaissent les premiers exercices scolaires mathématiques. La constitution d'entités politiques de plus en plus fortes, puis l'unification de la Mésopotamie sous les brefs empires d'Akkad (v. 2340-2190) et d'Ur III (v. 2112-2004) accompagnent la simplification des systèmes de numération et de métrologie, même s'ils ne sont jamais uniformisés. Devant cette situation, les scribes ont développé durant les derniers siècles du IIIe millénaire av. J.-C. l'habitude d'effectuer les calculs dans un système numérique positionnel sexagésimal, et de les convertir ensuite dans les systèmes métrologiques de bases différentes.
Au début du IIe millénaire av. J.-C., la disparition des Sumériens s'accompagne du déclin des textes écrits dans leur langue, supplantés par ceux rédigés dans la langue sémitique des populations dominant la Mésopotamie, l'akkadien, dont la variante la plus courante dans le Sud est le babylonien, du nom du royaume qui domine les destinées de cette région d'environ 1750 jusqu'à 539 av. J.-C. Les Babyloniens héritent des systèmes numériques précédents. Comme souvent dans les périodes anciennes, ils connaissent des variations régionales et ne sont jamais unifiés pour toute la Mésopotamie ; les royaumes du Nord mésopotamien (Mari, Assyrie) développent notamment des systèmes originaux. Les textes documentant les mathématiques et la métrologie mésopotamiennes proviennent en majorité d'un contexte scolaire, servant à la formation des scribes. Ils ont une finalité avant tout pratique, servant pour la gestion des besoins des acteurs économiques (temples, palais, marchands, etc.) dans leurs différentes activités. On y trouve notamment des tablettes servant d'outils de travail arithmétiques, en particulier des tables de calculs ou de conversions métrologiques, ainsi que des tables d'inverses. Les exercices mathématiques (surtout géométriques) prennent généralement pour base des problèmes d'apparence pratique, en lien avec les travaux agricoles ou la construction, même si leurs énoncés ont souvent des postulats irréalistes qui indiquent qu'ils sont plutôt de nature spéculative.
Les systèmes de numération pour l'écriture des nombres sont très variables dans l'espace et dans le temps. Pour l'écriture des nombres de 1 à 59, on trouve en général deux symboles (un pour l'unité et un pour la dizaine) utilisés selon un principe additif. Ainsi un nombre comme 35 s'écrit à l'aide de trois symboles représentant la dizaine et 5 symboles représentant l'unité. On trouve parfois la présence d'un système soustractif pour l'écriture des nombres dont le chiffre des unités est 7, 8 ou 9. Ainsi 18 s'écrit 20 LAL 2, mais une telle écriture n'est pas normalisée — Cajori dénombre par exemple près de douze façons différentes d'écrire 19. Après le second millénaire cependant une telle écriture se fait rare tandis qu'une écriture cursive apparait pour le symbole 9.
Au-delà de 59, les systèmes de numération se diversifient. Les systèmes numériques liés à la métrologie sont de principe additif et réclament l'invention de nouveaux symboles, différents selon les systèmes, pour exprimer certains nombres ronds (60, 100, 120, 600, 1200...). Certains de ces symboles sont construits selon un principe multiplicatif : on  trouve, par exemple, dans un des plus vieux textes mathématiques (Uruk avant 3000 av. J.-C.) le symbole 10 accolé au symbole 60 pour représenter le nombre 600. Le système numérique réservé au calcul, quant à lui, étant de principe positionnel, ne nécessite pas l'invention de nouveaux symboles.
Il existe également des notations spéciales pour les fractions 1/2, 1/3, 1/6, 2/3, 5/6 tandis que les autres inverses sont écrits en toutes lettres.
Durant les derniers siècles de la civilisation mésopotamienne, au Ier millénaire av. J.-C., les systèmes métrologiques ont parfois vu leurs unités de base changer. Les exercices scolaires évoluent également, avec le développement de listes à la place des tables. Les applications mathématiques les plus élaborées des derniers siècles du Ier millénaire av. J.-C. se trouvent dans le milieu clérical de la Babylonie de l'époque séleucide (v. 311-141 av. J.-C.), en particulier celui des devins utilisant les calculs dans des finalités astronomiques et astrologiques, notamment la rédaction d'éphémérides. C'est dans ce contexte que sont rédigées les dernières tablettes numériques mésopotamiennes.

## Systèmes de numération métrologiques

### Systèmes de numération «proto-cunéiformes» sumériens

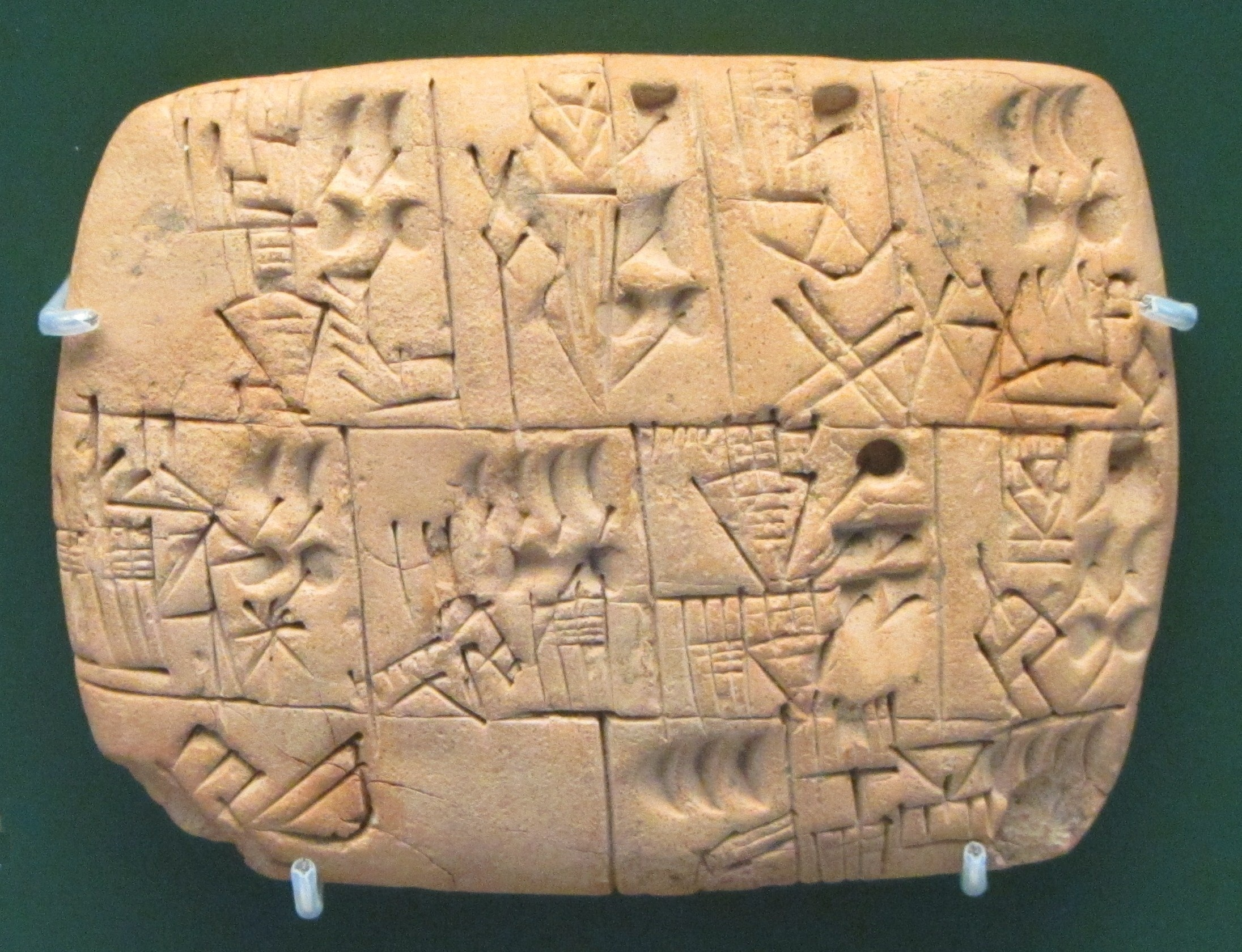
Tablette provenant d'Uruk et datée de la période d'Uruk III (c. 3200-3000 av. J.-C.) enregistrant des distributions de bière. British Museum.

Les systèmes de numération dans les textes en sumérien de la période d'Uruk et de la période des dynasties archaïques (IVe et IIIe millénaires) sont les ancêtres des numérations mésopotamiennes postérieures. Il est possible que les premières traces s'en trouvent sur des « bulles-enveloppes » en argile destinées à des transactions commerciales. Ces bulles évolueront en tablette en perdant leur contenu. Mais il est certain que les systèmes numériques sont en place sur les tablettes d'argile datant de la fin du IVe millénaire av. J.-C.. Ils sont de principe additif, c'est-à-dire qu'il faut  additionner les valeurs de chaque symbole présents pour trouver la valeur numérique représentée : ainsi un nombre écrit à l'aide de deux symboles 600, trois symboles 60 et deux symboles 1 se lit 600+600+60+60+60+1+1 soit 1382.
Les symboles numériques s'écrivent à l'aide du bout arrondi de calames de tailles variables : appliqué perpendiculairement à la surface, celui-ci dessine un cercle et appliqué en biais, il dessine une demi-lune ou un onglet plus ou moins allongé. On y trouve l'existence de systèmes de numération différents selon que l'on compte des objets discrets (hommes, bétails, produits manufacturés, récipients...), des animaux morts, des produits consommables (poissons, fromages...) des surfaces, des graines, des quantités d'argent, des durées... Robert Englund dénombre ainsi cinq systèmes de numération principaux avec de nombreuses variantes. Un même symbole est parfois utilisé avec un sens différent selon le système.
| Système sexagésimal (objets discrets)         |       |      |     |     |     |    |             |             |
| Symbole                                       | N50   | N45  | N48 | N34 | N14 | N1 | N8          | N8          |
| Valeur                                        | 36000 | 3600 | 600 | 60  | 10  | 1  | 1/2 ou 1/10 | 1/2 ou 1/10 |
| Système SE de mesure de capacité de graines   |       |      |     |     |     |    |             |             |
| Symbole                                       |       | N48  | N34 | N45 | N14 | N1 | N39         | N24         |
| Valeur                                        |       | 1800 | 180 | 60  | 6   | 1  | 1/5         | 1/10        |
| Système bisexagésimal (produits consommables) |       |      |     |     |     |    |             |             |
| Symbole                                       | N56   | N54  | N51 | N34 | N14 | N1 | N8          | N8          |
| Valeur                                        | 7200  | 1200 | 120 | 60  | 10  | 1  | 1/2         | 1/2         |

### Systèmes de numération métrologiques cunéiformes
La mise en place de l'écriture cunéiforme change la graphie des symboles mais les principes sumériens de diversifier les systèmes de numération selon ce que l'on mesure sont conservés. On retrouve ainsi par exemple le système sexagésimal S, système additif utilisant des symboles particuliers pour 1, 10, 60, 600, 3600, 36000, 216000. Il est utilisé pour le dénombrement et la métrologie (en particulier pour les capacités et les poids). Ce système est identique, à la graphie près, au système de numération correspondant sumérien en usage dès 3200 av. J.-C.
| Valeur  | 36000 | 3600 | 600 | 60 | 10 | 1 |
| Symbole | 36000 | 3600 | 600 | 60 | 10 | 1 |
| ------- | ----- | ---- | --- | -- | -- | - |

Le nombre     se lit 2 × 3600 + 3 × 600 + 4 × 10 + 1.
On peut aussi évoquer le système G, analogue au système Gan sumérien, également additif mais utilisé pour les surfaces. On y trouve des symboles particuliers pour écrire 1/2, 1, 6, 18, 180, 1080, 10800, 64800.

## Numération sexagésimale de position
À partir du début du IIe millénaire av. J.-C., les Mésopotamiens ont compté en base 60 en utilisant une numération de position dérivée du système de numération de type additif et de base mixte des Sumériens. Ce système est généralement associé à la civilisation babylonienne, qui occupe le sud mésopotamien après 1800 et jusqu'au début de notre ère. Cette base a traversé les siècles : on la retrouve aujourd'hui dans la notation des angles en degrés (360° = 6 x 60°) ou dans le découpage du temps (1 heure = 60 minutes = 60² secondes).
Le système sexagésimal de position décrit ci-dessous est attesté dès le XXIe siècle av. J.-C. sur une table d'inverses et il est très fréquent durant la période paléo-babylonienne (2000 à 1600 av. J.-C.). C'est une notation savante utilisée dans les écoles de scribes et dont l'usage semble réservé au calcul, principalement les multiplications et les divisions. L'ordre de grandeur n'y est pas spécifié et ces nombres ne sont jamais suivis d'unités de mesure. Les nombres écrits sous cette forme sont pour cela appelés des nombres abstraits. On retrouve cette notation savante à l'époque Séleucide (−305 à −64) dans tous les textes astronomiques.
Le principe consiste à disposer de 59 symboles ou « chiffres », permettant de représenter les nombres de 1 à 59, et de les utiliser de droite à gauche pour représenter successivement le nombre d'unités, le nombre de soixantaines, le nombre de trois-mille-six-centaines, etc.

### Écriture des «chiffres» de 1 à 59
Exceptant le zéro, les Babyloniens employaient cinquante-neuf des soixante « chiffres » du système sexagésimal. Ces chiffres étaient notés à l'aide d'un système additif décimal : un clou  pour l'unité et un chevron  pour la dizaine. Ainsi, tout chiffre de leur système sexagésimal pouvait s'écrire avec au plus cinq chevrons et neuf clous.
|          |    |    | unités | unités | unités | unités | unités | unités | unités | unités | unités | unités |
| …0       | …1 | …2 | …3     | …4     | …5     | …6     | …7     | …8     | …9     |        |        |        |
| -------- | -- | -- | ------ | ------ | ------ | ------ | ------ | ------ | ------ | ------ | ------ | ------ |
| dizaines | 0… |    |        | 1      | 2      | 3      | 4      | 5      | 6      | 7      | 8      | 9      |
| dizaines | 1… | 10 | 10     | 10 · 1 | 10 · 2 | 10 · 3 | 10 · 4 | 10 · 5 | 10 · 6 | 10 · 7 | 10 · 8 | 10 · 9 |
| dizaines | 2… | 20 | 20     | 20 · 1 | 20 · 2 | 20 · 3 | 20 · 4 | 20 · 5 | 20 · 6 | 20 · 7 | 20 · 8 | 20 · 9 |
| dizaines | 3… | 30 | 30     | 30 · 1 | 30 · 2 | 30 · 3 | 30 · 4 | 30 · 5 | 30 · 6 | 30 · 7 | 30 · 8 | 30 · 9 |
| dizaines | 4… | 40 | 40     | 40 · 1 | 40 · 2 | 40 · 3 | 40 · 4 | 40 · 5 | 40 · 6 | 40 · 7 | 40 · 8 | 40 · 9 |
| dizaines | 5… | 50 | 50     | 50 · 1 | 50 · 2 | 50 · 3 | 50 · 4 | 50 · 5 | 50 · 6 | 50 · 7 | 50 · 8 | 50 · 9 |

### Écriture des nombres
Pour écrire des nombres supérieurs à 59, il suffit de juxtaposer de gauche à droite plusieurs de ces « chiffres ». Ainsi l'écriture de 4655 = 1 × 60² + 17 × 60 + 35 consiste à aligner les symboles représentant 1, 17, 35 :  .
| Valeur décimale | Écriture babylonienne cunéiforme | Décomposition en base 60                   |
| --------------- | -------------------------------- | ------------------------------------------ |
| 1               | 1                                | 1 x 1                                      |
| 17              | 10 · 7                           | 17 x 1                                     |
| 44              | 40 · 4                           | 44 x 1                                     |
| 60              | 1                                | 60 = 1 x 60 + 0 x 1                        |
| 85              | 1 · 20 · 5                       | 1 × 60 + 25 x 1                            |
| 3600            | 1                                | 3600 = 1 x 60² + 0 x 60 + 0 x 1            |
| 11327           | 3 · 8 · 40 · 7                   | 3 × 60² + 8 × 60 + 47 x 1                  |
| 7000,2525       | 1 · 50 · 6 · 40 · 10 · 5 · 9     | 1 x 60² + 56 x 60 + 40 x 1 + 15/60 + 9/60² |

### Difficultés de lecture et apparition du zéro de position

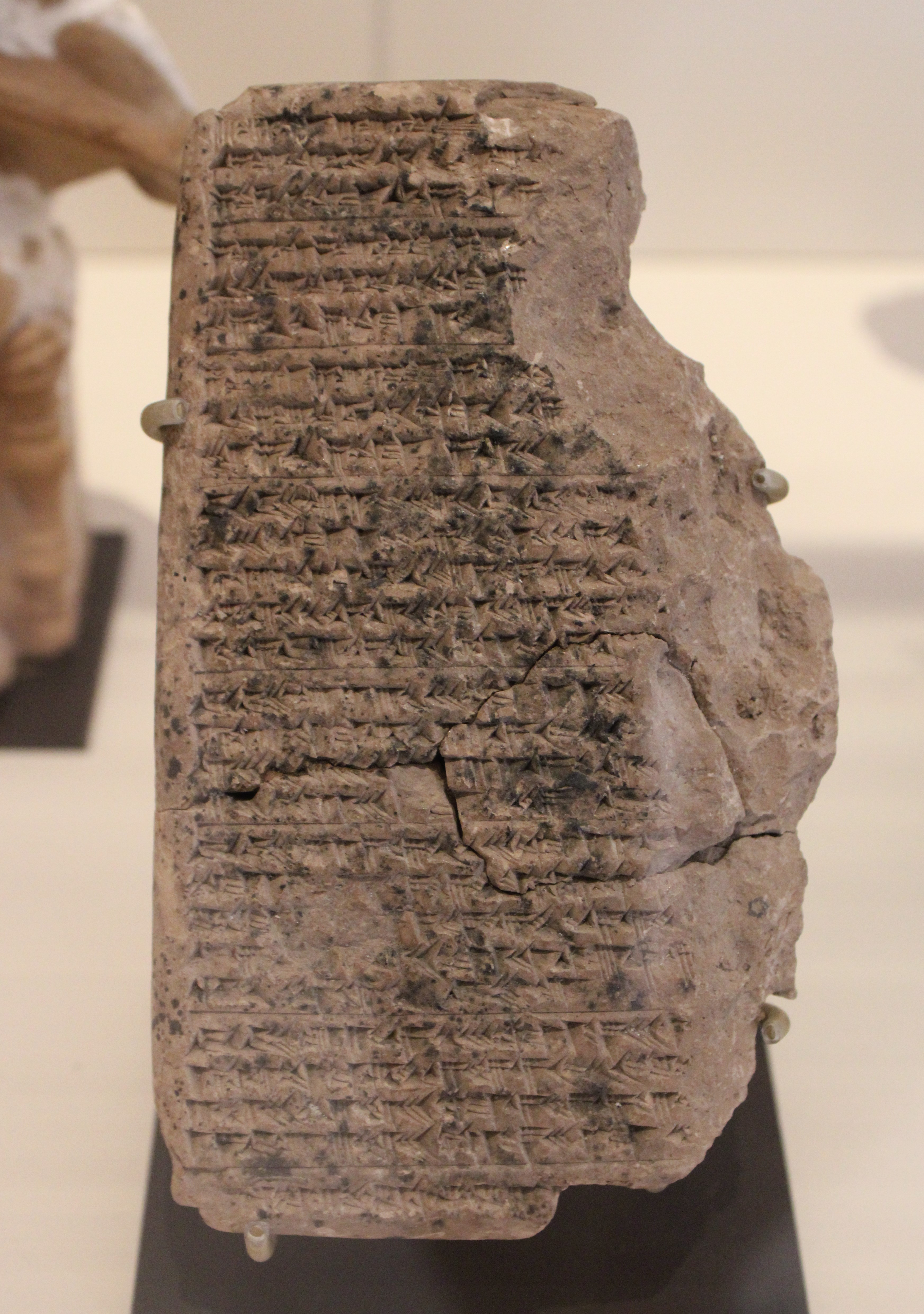
Tablette d'Uruk d'époque séleucide employant un signe pour le zéro de position. Musée du Louvre.

Dans le tableau ci-dessus, les nombres 1, 60 et 3 600 sont représentés de la même façon : bien que positionnel, le système babylonien ne note ni le zéro, ni la virgule comme dans la numération chinoise à bâtons. En un certain sens, la numération des Babyloniens ressemble à la notation scientifique avec mantisse et exposant, à ceci près que les Babyloniens ne notaient que la mantisse et conservaient l'exposant mentalement. En langage contemporain, il s'agit de calcul en virgule flottante. Le lecteur des tablettes doit ainsi rétablir l'exposant des nombres qu'il déchiffre, ce qui rend l'interprétation parfois difficile.
D'autres difficultés de lecture apparaissent également : la notation additive avec chevrons et clous peut conduire à des confusions comme entre    et , . Seul un espacement distingue la première écriture, censée représenter 60 + 1, de la seconde, censée représenter 2. Le même type de confusion peut aussi exister entre les écritures de    et     , censées représenter 60 + 1 et 602 + 1.
Pour noter cette absence d'unité, en position interne à un nombre, l'espace est remplacée par un symbole de séparation, un « zéro », composé selon les cas de deux chevrons superposés, ou de deux clous obliques, juxtaposés  ou superposés. Ce symbole est utilisé pour marquer les colonnes. Ce zéro apparait dans quelques textes de la fin de la période paléo-babylonienne (fin du IIe millénaire av. J.-C.) pour indiquer une place vide dans le système sexagésimal mais aussi parfois pour indiquer une absence de dizaine ou d'unité dans une colonne intermédiaire. Il est d'usage courant dans les textes astronomiques de l'époque Séleucide (300 av. J.-C.). Il apparait parfois en première position, souvent en position intermédiaire mais très rarement en position finale,.
Ces particularités, en plus de l'usure ou de fractures rendent l'interprétation difficile et sujette à plusieurs hypothèses comme dans le cas de la tablette Plimpton 322 datant de vers -1800 en rapport direct avec le théorème du théorème de Pythagore ( triplets pythagoriciens).

## Systèmes décimal et centésimal du Nord mésopotamien
Un système mixte existe dans l'écriture des nombres chez les Assyriens durant toute l'époque paléo-assyrienne (v. 2000-1500 av. J.-C.). La notation classique est conservée pour la valeur du clou (1 unité) et du chevron (10 unités), mais l'écriture des dizaines se poursuit jusqu'à 90 qui s'écrit à l'aide de 9 chevrons. Il existe un nom spécifique pour la centaine (me ou me-at), le millier (lim). Dans ce système, le nombre 162 s'écrit 1 (1 clou) me-at 62 (6 chevrons et 2 clous). Mais on trouve parfois quelques résurgences du système sexagésimal comme dans l'écriture de 2670 sous la forme  li-im  me-at   . Progressivement, les mots me-at (centaine) et li-im sont abrégés sous les formes cunéiformes suivantes :  (centaine) et   (millier).
On a également découvert à Mari (ville située sur l'Euphrate à la frontière de la Syrie actuelle, textes datés de v. 1800-1760), un texte datant de la période paléo-babylonienne et présentant trois écritures : une écriture sexagésimale de position, une écriture mixte (sexagésimale) jusqu'à la centaine puis décimale additive avec les mots me (centaine), li-mi (millier) et gal (dix-milliers), enfin une notation centésimale positionnelle (les clous et les chevrons permettant d'écrire tous les «chiffres» de 1 à 99),. On trouve ainsi le nombre 649539 écrit sous trois formes : 
- (3.603 + 25.60 + 39) en notation sexagésimale savante ;
- su-si  gal  li-mi  me  en écriture mixte ;
- 64 (6 chevrons et 4 clous)  95 (9 chevrons et 5 clous) 39 (3 chevrons et 9 clous) en écriture centésimale.

## Remarques
- abaques : Pour les multiplications et les divisions, les sumériens semblent avoir adopté des abaques permettant dès les calculi de faire ces opérations de base[34].
- mystique :  L'importance des nombres et celle des personnes les maîtrisant les font lier au sacré. Chaque dieu reçoit ainsi un nombre qui le désigne. Anu, dieu du ciel reçoit ainsi le nombre 60, bas du système et nombre de la perfection, les autres recevant des nombres inférieurs jusque Nergal (14)[35].
- jeux et graphies savantes :  Utilisés pour les dieux, certains chiffres sont aussi utilisés pour crypter des textes d'initiés ou dans un texte pour citer le roi

   (3.20) en notation sexagésimale savante par analogie entre les mots roi et 3600. on note aussi l'analogie entre la soixantaine et le nom de Suse.
   (3.30) correspond ainsi à Grand Sar, Sar-U ou grand 3600